# Calliostoma occidentale
Calliostoma occidentale, tên tiếng Anh: boreal topsnail, là một loài ốc biển, là động vật thân mềm chân bụng sống ở biển thuộc họ Calliostomatidae.